# Le Lac des morts vivants
Pour plus de détails, voir Fiche technique et Distribution.
Le Lac des morts vivants est un film d'horreur franco-espagnol réalisé par Jean Rollin, et Julian de Laserna et sorti en 1981. Le film fera l'objet d'une suite, L'Abîme des morts vivants, réalisée par Jesús Franco en 1983. Éreinté par les critiques, il est souvent considéré comme l'un des pires films d'horreur français de tous les temps et fait l'objet d'un culte chez les amateurs de nanars.

## Synopsis
Dans les années 50, un village rescapé de la Seconde Guerre mondiale est touché par une vague de meurtres de jeunes filles qui s'étaient toutes baignées dans le "lac maudit" (ou "des maudits", ce n'est pas très clair), où se livraient des rites lors de l'Inquisition et où reposent des corps de soldats nazis. Le maire et une journaliste décident de mener l'enquête.

## Fiche technique
- Titre français : Le Lac des morts vivants
- Réalisation : Julian de Laserna et Jean Rollin
- Scénario : Julián Esteban et Jesús Franco
- Photographie : Max Monteillet
- Montage : Claude Gros et Maria Luisa Soriano
- Musique : Daniel White
- Production : Julián Esteban
- Société de production et de distribution : Eurociné
- Pays d'origine :  France,  Espagne
- Langue : français
- Format : Couleurs - 35 mm - 1,66:1 - Mono
- Genre : horreur, fantastique
- Durée : 90 minutes (1h 30)
- Date de sortie : 13 mai 1981
- Film interdit aux moins de 16 ans.

## Distribution
- Howard Vernon : le maire
- Pierre-Marie Escourrou : le soldat allemand
- Anouchka Lesœur : Héléna
- Antonio Mayans : Morane
- Nadine Pascal : la mère d'Héléna
- Youri Radionow : Chanac
- Jean Rollin : Stiltz
- Gilda Arancio : la nageuse blonde
- Marcia Sharif : Katya
- Yvonne Dany
- Jean-René Bleu
- Edmond Besnard
- Burt Altman

## Autour du film
- Ce film est beaucoup encensé par les amateurs de cinéma bis[4]. Une séquence du film est reprise dans le film documentaire Zombiethon.

- Dans le film, le Château de la Reine Blanche à Coye-la-Forêt dans l'Oise a servi de décor pour la résidence du maire. On peut donc supposer que le tournage s'est déroulé dans la région.

- Le tournage était initialement confié à Jesús Franco, (ce qui explique la présence de Howard Vernon, alors acteur fétiche du réalisateur) mais ce dernier, supportant mal la tendance de Marius Lesoeur à réécrire en permanence le scénario pour tirer le film vers l'économie, quitte le projet et est remplacé au pied levé par Jean Rollin.
- La caméra utilisée était défectueuse et tournait à une vitesse irrégulière, ce qui obligeait les acteurs à jouer plus vite ou plus lentement selon le cas.
- Howard Vernon déclarera plus tard à propos du film "je me demande s'il y avait de la pellicule ou du papier hygiénique dans la caméra".